# Tess Gerritsen
Tess Gerritsen (nascida Terry Tom, 12 de Junho de 1953) pseudônimo da Terry Gerritsen. É uma escritora sino-americana e ex-médica. A sua obra está traduzida em mais de 30 línguas e já vendeu mais de 20 milhões de exemplares em todo o mundo.
A série de televisão Rizzoli & Isles é baseada em seus romances.

## Biografia
De ascendência chinesa, Tess Gerritsen cresceu nos Estados Unidos e formou-se em antropologia pela Universidade de Stanford, e depois se formou em medicina na Universidade da Califórnia. Após o nascimento dos filhos, começou a escrever ficção, e em 1987 publicou o seu primeiro romance, Chamada à Meia Noite (Call After Midnight). Em 1996, publicou o seu primeiro thriller médico, Harvest. Em 2001, lançou O Cirurgião e deu início à bem sucedida série protagonizada pela detetive Jane Rizzoli e pela médica legista Dr. Maura Isles (porém, Maura Isles só foi apresentada na segunda aventura de Jane Rizzoli, O Dominador, livro lançado no ano seguinte). Com o sucesso alcançado, a autora desistiu da carreira em medicina e dedicou-se à escrita em tempo integral.

## Bibliografia de Tess Gerritsen

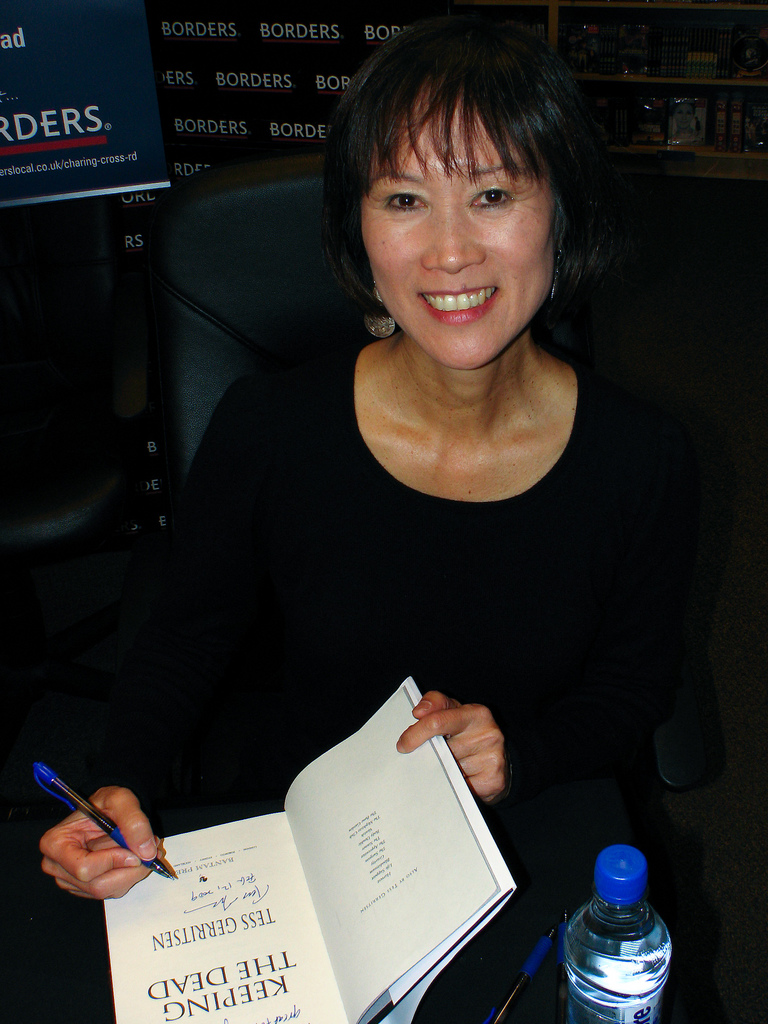
Tess Gerritsen em 2009